# Toucan Sam
Toucan Sam, conocido en español como Sam el Tucán, es la mascota de los cereales para el desayuno Froot Loops de Kellogg's. El personaje ha aparecido en publicidad desde 1963. Exhibe la capacidad de oler Froot Loops desde grandes distancias e invariablemente ubica un tazón oculto de cereal mientras entona: "Follow your nose! It always knows!" ("¡Sigue tu nariz! ¡Siempre lo sabe!"), a veces seguido de "The flavor of fruit! Wherever it grows!" ("¡El sabor de la fruta! ¡Dondequiera que crezca!"). Otra versión de esta frase en una serie de comerciales a fines de la década de 2000 presenta al personaje al final de los comerciales diciendo "Just follow your nose!" ("¡Solo sigue tu olfato!"), seguido de sus sobrinos (Puey, Susey y Louis) respondiendo "For the fruity taste that shows!" ("¡Por el sabor afrutado que se nota!").

## Historia
Toucan Sam se convirtió en la mascota de cereales Froot Loops en 1963. El personaje de dibujos animados fue creada por Manuel R. Vega y originalmente interpretado por Mel Blanc, con un acento americano ordinario. Se observaron los anuncios publicitarios originales de Blanc por su uso de Pig Latin (en referencia a los cereales como OOT-fray OOPS-lay). La agencia de publicidad más adelante decidió cambiar al acento inglés más comúnmente asociado con el personaje. Luego emplearon Paul Frees para hacer lo que es, en efecto, una imitación de Ronald Colman. En los más recientes anuncios de dibujos animados para Froot Loops, la voz de Toucan Sam se realiza ahora por el actor de voz Maurice LaMarche después de la muerte de Paul Frees. Toucan Sam tenía un primo llamado Arty Artin que apareció en algunos anuncios. La animación de los comerciales fueron creados por varias empresas de animación incluyendo Thumbnail Spots; esto afectó el desarrollo del personaje entre los años.
Aunque el pico originalmente tenía dos rayas rosadas, durante la década de 1970 se convirtió en una tradición que cada banda en su pico representa uno de los sabores de las piezas en el cereal:. (Rojo = cereza, amarillo = limón, naranja = naranja). Las adiciones de nuevos colores han hecho de este esquema de color que ya no sea exacta. En la actualidad hay ocho colores de este cereal. El primer color nuevo era de color verde, que se introdujo en 1991, y luego el color púrpura en el año 1994, azul en 1996, color rosa en el 2002, y oro en 2006.
Los colores, tal vez, representar diferentes sabores presentes en el cereal, pero cada color tiene el mismo sabor.